# Amplified
Albums de Q-Tip
Open The Mixtape: Abstract Innovations
(2005)
Singles
1. Vivrant Thing
Sortie : Octobre 1999
2. Breathe and Stop
Sortie : 25 janvier 2000

Amplified est le premier album studio de Q-Tip, sorti le 23 novembre 1999.
Cet album a été enregistré après la dissolution du groupe de Q-Tip, A Tribe Called Quest. Il s'est classé 4e au Top R&B/Hip-Hop Albums et 28e au Billboard 200 et a été certifié disque d'or par la Recording Industry Association of America (RIAA) le 5 janvier 2000.

## Liste des titres
| No  | Titre                                                          | Auteur                                                                      | Contient un (des) sample(s) de                                                    | Durée |
| --- | -------------------------------------------------------------- | --------------------------------------------------------------------------- | --------------------------------------------------------------------------------- | ----- |
| 1.  | Wait Up (Produit par Jay Dee et Q-Tip)                         | Fareed, Yancey                                                              |                                                                                   | 3:43  |
| 2.  | Higher (Produit par Jay Dee et Q-Tip)                          | Fareed, Yancey                                                              | Wonderin' de Roy Haynes                                                           | 3:30  |
| 3.  | Breathe and Stop (Produit par Jay Dee et Q-Tip)                | Fareed, Yancey, Bell, Brown, Handy, Mickens, Redd, Smith, Thomas, Westfield | N.T. de Kool & The Gang                                                           | 4:03  |
| 4.  | Moving with U (Produit par Jay Dee et Q-Tip)                   | Fareed, Yancey                                                              |                                                                                   | 3:22  |
| 5.  | Let's Ride (Produit par Jay Dee et Q-Tip)                      | Fareed, Yancey                                                              | Giant Steps de Joe Pass Humpty Dump des Vibrettes UFO d'ESG The Champ des Mohawks | 4:07  |
| 6.  | Things U Do (Produit par Jay Dee et Q-Tip)                     | Fareed, Yancey                                                              |                                                                                   | 4:06  |
| 7.  | All In (featuring Meda Leacock – Produit par Jay Dee et Q-Tip) | Fareed, Yancey                                                              |                                                                                   | 3:08  |
| 8.  | Go Hard (Produit par Jay Dee et Q-Tip)                         | Fareed, Yancey                                                              | M3000 (Opus VI) de Mandré                                                         | 3:02  |
| 9.  | Do It (featuring Jessica Rivera – Produit par DJ Scratch)      | Bellenchombre, Fareed, Monneville, Spivey                                   | La Biguine des enfants du bon Dieu de Kali                                        | 2:51  |
| 10. | Vivrant Thing (Produit par Jay Dee et Q-Tip)                   | Fareed, White, Yancey                                                       | I Wanna Stay du Love Unlimited Orchestra                                          | 3:11  |
| 11. | N.T. (featuring Busta Rhymes – Produit par DJ Scratch)         | Fareed, Smith, Spivey                                                       |                                                                                   | 3:54  |
| 12. | End of Time (featuring Korn – Produit par Jay Dee et Q-Tip)    | Davis, Fareed, Yancey                                                       |                                                                                   | 3:57  |
| 13. | Do It, See It, Be It (Produit par Jay Dee et Q-Tip)            | Fareed, Yancey                                                              |                                                                                   | 4:35  |